# Oskar Blich
Oskar Blich, auch Oscar Blich, war ein norwegischer Skispringer, der zeitweise auch für deutsche Ski-Vereine und -Clubs an den Start ging.

## Leben und Wirken
Der aus Christiania stammende Norweger ließ sich im sächsischen Mittweida nieder und wurde am 9. Februar 1908 erster Sachsenmeister im Skispringen. Er gewann mit einer Weite von 12,10 Metern und einer Note von 1,02 den internationalen Sprunglauf um die Sächsische Meisterschaft und den Senioren-Sprunglauf des Skiverbandes Sachsen in Altenberg im Erzgebirge. Wenig später wechselte er zum Münchner Ski-Klub und gewann 1909 die Österreichischen Ski-Meisterschaften bei den Senioren 1. Klasse mit einer Weite von 27 Metern. Im folgenden Jahr kam er bei den Österreichischen Ski-Meisterschaften 1910 auf den zweiten Platz. Er startete in jenem Jahr für den Leipziger Ski-Club.